# Argostemma yunnanense
Argostemma yunnanense là một loài thực vật có hoa trong họ Thiến thảo. Loài này được F.C.How ex S.H.Lo mô tả khoa học đầu tiên năm 1986.